# グレンゴール伯爵
グレンゴール伯爵（グレンゴールはくしゃく、英: Earl of Glengall）は、アイルランド貴族の爵位。1816年に創設され、1858年に廃絶した。従属爵位で2度創設されたケア男爵（ケアだんしゃく、英: Baron Caher）も併せて述べる。

## 歴史
バトラー家出身でケア城を所領とするトマス・バトラー(bef.1513–1558)は1543年11月10日にアイルランド貴族であるティペラリー県におけるケア男爵（Baron Caher）に叙された。この爵位は男女両系の継承者（heirs general of the body）が継承できる爵位だったが、2代男爵エドマンド・バトラー(?–1560)が死去すると、廃絶したか2人の異母妹の間で休止となったとされた。
初代ケア男爵の弟ピアース・バトラーの息子にあたるセオバルド・バトラー(bef.1554–1596)は上記の男女両系の継承者としての権利を放棄して、1583年5月6日に自身の男系男子のみ継承できるケア男爵位を改めて与えられた。2代男爵トマス・バトラー(c.1568–1627)はアイルランド九年戦争において第2代ティロン伯爵ヒュー・オニール(c.1565–1616)に加担したが、1599年に降伏、私権剥奪されたのち1601年に恩赦された。3代男爵トマス・バトラー(?–1648)はアイルランド同盟戦争において、1641年/1642年にカトリックに属する同盟側を支持した。5代伯爵セオバルド・バトラー(?–1700)は1689年5月に国王ジェームズ2世が招集したアイルランド議会に出席、1691年に法外追放されたが、1693年1月に取り消された。
10代男爵リチャード・バトラー(1775–1819)は幼い頃に母とともにフランスに捨てられたが、父である9代男爵ジェームズ・バトラー(bef.1750–1788)の死後にアラベラ・ジェフリーズの尽力で帰国を果たした。本国でアイルランド貴族代表議員を務めたほか、1816年1月22日にアイルランド貴族であるティペラリー県におけるケア子爵とグレンゴール伯爵に叙された。2代伯爵リチャード・バトラー(1794–1858)は庶民院議員とアイルランド貴族代表議員を務めた政治家だったが、娘しかもうけず、その死とともにケア子爵とグレンゴール伯爵位は廃絶した。
ケア男爵位は公式には1863年までに廃絶したものとして扱われたが、『完全貴族要覧』第2版（1912年）によれば、1884年の結婚告示に「第13代ケア男爵ジョセフ・ローレンス・バトラーの娘ファニー・バトラー」という人物が記載されており、第2代グレンゴール伯爵の死後もケア男爵を名乗る人物が存在した。

## ケア男爵（1542年）
- 初代ケア男爵トマス・バトラー（英語版）（1513年以前 – 1558年）
- 第2代ケア男爵エドマンド・バトラー（英語版）（1560年没）

## ケア男爵（1583年）
- 初代ケア男爵セオバルド・バトラー（英語版）（1554年以前 – 1596年）
- 第2代ケア男爵トマス・バトラー（英語版）（1568年ごろ – 1627年）
- 第3代ケア男爵トマス・バトラー（英語版）（1648年没）
- 第4代ケア男爵ピアース・バトラー（1677年没）
- 第5代ケア男爵セオバルド・バトラー（1700年没）
- 第6代ケア男爵トマス・バトラー（1684年以降 – 1744年）
- 第7代ケア男爵ジェームズ・バトラー（1711年 – 1786年）
- 第8代ケア男爵ピアース・バトラー（1727年以前 – 1788年）
- 第9代ケア男爵ジェームズ・バトラー（1750年以前 – 1788年）
- 第10代ケア男爵リチャード・バトラー（1775年 – 1819年）
  - 1816年、グレンゴール伯爵に叙爵

## グレンゴール伯爵（1816年）
- 初代グレンゴール伯爵リチャード・バトラー（1775年 – 1819年）
- 第2代グレンゴール伯爵リチャード・バトラー（1794年 – 1858年）